# Джордж Вассуф
Джордж Вассуф (араб. جورج وسوف) (народився 23 грудня 1961) - сирійський співак. До кар'єри, яка охоплює майже чотири десятиріччя, він випустив понад 30 альбомів. Значно більша аудиторія шанувальників в Сирії й за кордоном, є одним з найбільш важливих співаків арабського світу. Продано понад 60 мільйонів платівок по всьому світу.

## Ранні роки та кар'єра
Народився в с. Кафрун, провінція Тартус, Сирія у християнській родині. Вассуф, маючи ліванський паспорт на додаток до сирійського паспорта проживає і працює в Лівані, почав співати у віці 10 років в його рідному селі Кафрун. Його перший менеджер і продюсер Джордж Язбек знайшов Джорджа Васуфа на весіллі, де він виступав у віці 12 років. Став відомим після появи на ліванському шоу Studio El Fan у 1980 році, коли йому було 19 років.

## Особисте життя
Джордж Вассуф одружився зі своєю першій ліванській дружині, Шалімар, у віці 21 року. У них троє дітей: Хатем, Джордж та Ваді. Пара розійшлася після 28 років шлюбу у 2009 році.
Тепер одружений з катарською чемпіонкою світу з ралі Нада Зейдан. Їх дочка Оюн народилася в жовтні 2015 року. Вассуф - видатний прихильник президента Сирії Башара Аль-Асада під час сирійської Громадянської війни.

## Дискографія
- 1983: Ouwidni Salmtek Byied Allah
- 1984: El Hawa Sultan
- 1992: Rouh El Rouh
- 1993: She' Ghareeb
- 1994: Kalam El Nass
- 1996: Leil El Ashiqeen
- 1998: Lissa El Dounya Bi Khair
- 1999: Tabeeb Garrah
- 2000: Dol Mush Habayib
- 2001: Zaman El Ajayib
- 2002: Inta Gherhom
- 2003: Salaf Wi Deine
- 2004: Etakhart Kteer
- 2006: Heya El Ayam
- 2008: Kalamak Ya Habibi
- 2009: Allah Kareem, Shoukran

## Зовнішні посилання
- www.wassoufbook.com